# ОШ „Емилија Остојић” ИО Роге
ОШ „Емилија Остојић” ИО Роге, у насељеном месту на територији општине Пожега, издвојено је одељење ОШ „Емилија Остојић” из Пожеге.
Почетак рада школе у Рогама везује се за 1908. годину, када је отворена прва школа у кући Тијосава Браловића. Стара школска зграда је направљена и почела са радом 1937. године као четворогодишња школа. Између 50-их и 60-их година 20. века школа постаје осморазредна. Нова школска зграда је направљена 1968. године, тако да се од тада настава изводила у обе школске зграде. У школској 1956/1957. школа је бројила око 460 ученика. Школа је 1978. године имала око 150 ђака. Школа је дуго носила назив по учитељици Слави Ивановић, рођеној у Рогама, која је погинула у НОР-у.
Ово подручно одељење припојено је матичној школи 1981. године. Због смањења броја ученика настава се изводи у једној школској згради, иако и даље ради као осморазредна.